# Jüdischer Friedhof (Mszczonów)
Koordinaten: 51° 58′ 51,6″ N, 20° 30′ 39,6″ O

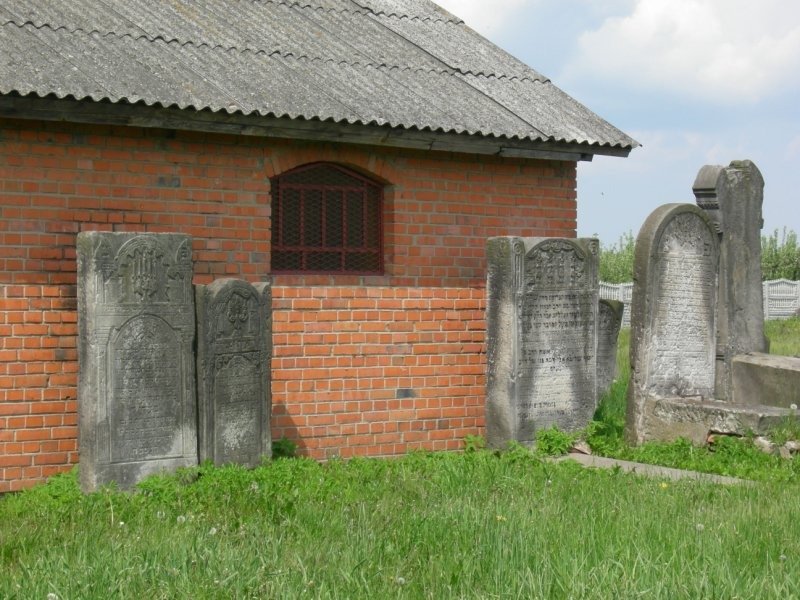
Jüdischer Friedhof in Mszczonów

Der Jüdische Friedhof Mszczonów ist ein jüdischer Friedhof in Mszczonów, einer Stadt im Powiat Żyrardowski in der Woiwodschaft Masowien in Polen.
Der Friedhof mit einer Fläche von 0,7 ha wurde 1763 neu angelegt. Der älteste Grabstein stammt aus dem Jahr 1772. In den letzten Jahren wurde der Friedhof wiederhergestellt. Er ist heute mit Maschendraht eingezäunt.